# Charles de Caradas
Charles de Caradas, markiz du Héron (ur. 1667, zm. 30 lipca 1703) – francuski oficer i dyplomata.
W latach 1699–1702 był francuskim posłem (envoyé) w Polsce. W kwietniu 1699 roku przybył z Wolfenbüttel do Warszawy.
Dnia 9 września 1699 roku doniósł do Wersalu o pozyskaniu informatora w osobie agentki dyplomatycznej Augusta II Marianny Boudet (zm. 1724). W maju następnego roku dzięki Boudetowej dotarł do księżnej Urszuli Katarzyny Lubomirskiej i pozyskał jej zaufanie. W październiku doniósł o przekupieniu Lubomirskiej sumą  12 tys. talarów: ("...podstolina bardzo żywo wpływa na króla i mówi mu takie rzeczy, jakich nie ośmieliłbym się nigdy powiedzieć...").
Pasmo sukcesów markiza w pozyskiwaniu informatorów dla Ludwika XIV przerwało jego aresztowanie przez Sasów 10 listopada 1702 roku w Warszawie. Aresztowano go, ponieważ przejęto jego listy do szwedzkiego ministra Carla Pipera i Benedykta Sapiehy z zachętą do uderzenia na Saksonię. August II Mocny zażądał przez marszałka Kazimierza Ludwika Bielińskiego by natychmiast opuścił Polskę. Du Héron odwołał się jednak do władz Rzeczypospolitej. August II uzyskał zgodę rady senatu i aresztował du Hérona, który został przewieziony do Torunia, gdzie przebywał król. Ludwik XIV odpowiedział na to rozkazem nałożenia aresztu domowego na Polaków przebywających we Francji, lecz nie udało się jego agentom ująć nikogo znaczniejszego. Miesiąc potem du Héron został odesłany do Paryża. Historyk Jacek Staszewski ustalił, że mimo tych utarczek nie doszło do nawet chwilowego zerwania stosunków między Warszawą a Paryżem.